# Christopher Langan

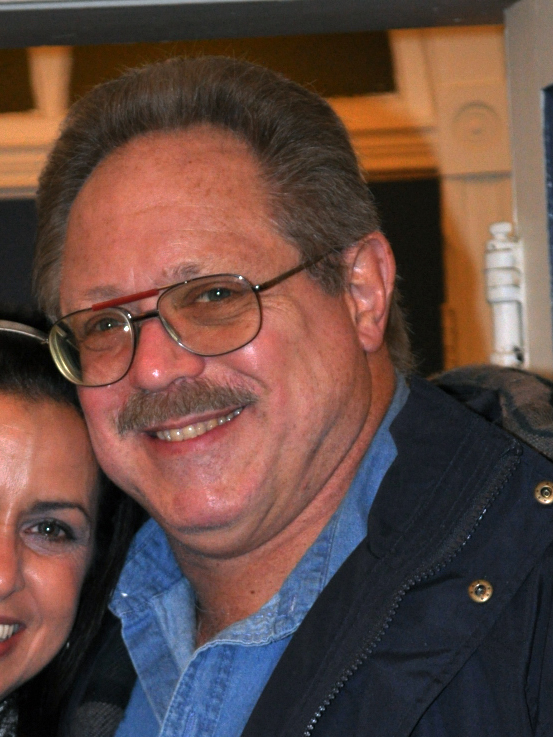
Christopher Langan (2017)

Christopher Michael Langan (* 25. März 1952 in San Francisco) ist ein US-amerikanischer Pferdezüchter, Autor und Autodidakt. Er wurde durch seinen hohen Intelligenzquotienten (IQ) bekannt, der laut Medienberichten zwischen 190 und 215 liegen soll. Das brachte ihm die Bezeichnung als "schlauster Mensch in den USA" bzw. "schlauster Mensch der Welt" ein.

## Biografie
Langan wurde 1952 in Kalifornien geboren. Seine Mutter, Mary Langan-Hansen (geborene Chappelle, 1932–2014), war die Tochter eines wohlhabenden Reeders, wurde aber von ihrer Familie verstoßen. Langans leiblicher Vater verließ sie noch vor seiner Geburt und soll in Mexiko gestorben sein. Langans Mutter heiratete noch drei weitere Male und hatte mit jedem Mann einen Sohn. Ihr zweiter Ehemann wurde ermordet, und ihr dritter starb durch Suizid. Langan wuchs mit dem vierten Ehemann Jack Langan auf, der Alkoholiker war und Christopher laut dessen Angaben regelmäßig schlug. Er wuchs in Armut auf und hatte kein stabiles Umfeld. Die Familie zog regelmäßig um, lebte eine Zeit lang in einem Tipi in einem Indianerreservat und später in Virginia City in Nevada. Als die Kinder in der Grundschule waren, zog die Familie nach Bozeman in Montana, wo Langan die meiste Zeit seiner Kindheit verbrachte.
In der Schule übersprang Langan mehrere Klassen und litt unter Mobbing, weshalb er im Alter von 12 Jahren begann Krafttraining zu betreiben. Langan besuchte die High School, verbrachte aber seine letzten Jahre hauptsächlich mit Selbststudium. Er tat dies, nachdem seine Lehrer seinen Antrag auf anspruchsvolleren Stoff abgelehnt hatten. Laut Langan begann er, sich selbst "fortgeschrittene Mathematik, Physik, Philosophie, Latein und Griechisch" beizubringen. Er erreichte ein perfektes Ergebnis im SAT und ihm wurden darauf zwei Vollstipendien angeboten, eines für das Reed College in Oregon und das andere für die University of Chicago. Er entschied sich für das Reed College, hatte dort allerdings Probleme sich in der neuen Umgebung zurechtzufinden. Langan verlor sein Stipendium, nachdem seine Mutter notwendige finanzielle Informationen nicht eingereicht hatte.
Langan kehrte darauf nach Bozeman zurück und arbeitete 18 Monate lang als Feuerwehrmann für den Forstdienst, bevor er sich an der Montana State University, Bozeman einschrieb. Bald darauf brach er dieses Studium allerdings ebenfalls ab und nahm einige Zeit lang eine Reihe von arbeitsintensiven Jobs an, und mit Mitte 40 war er Bauarbeiter, Cowboy, Förster, Farmarbeiter und über zwanzig Jahre lang Türsteher auf Long Island gewesen. Er arbeitete auch für das Technologieunternehmen Virtual Logistix. Sein mangelnder akademischer und beruflicher Erfolg in Relation zu seinem extrem hohen IQ wurde vorwiegend auf sein schwieriges familiäres Umfeld zurückgeführt, dessen fehlende Förderung ihm nicht ermöglichte, die nötigen sozialen Fähigkeiten zu entwickeln. Der Journalist Malcolm Gladwell verglich seinen Fall mit dem von Robert Oppenheimer, welcher mit der Unterstützung seines wohlhabenden Elternhauses zu einem der bedeutendsten Physiker aller Zeiten wurde.
1999 gründete Langan zusammen mit weiteren Personen eine gemeinnützige Gesellschaft namens Mega Foundation für Menschen mit einem IQ von 164 oder mehr. 2004 zog Langan mit seiner Frau Gina Lynne LoSasso, einer Neuropsychologin und Schachspielerin, in den Norden von Missouri, wo er eine Pferderanch besitzt und betreibt. 2008 nahm er an der Fernsehshow 1 vs. 100 teil, wo er 250.000 US-Dollar gewann.

## CTMU
Langan entwickelte in den 1980er Jahren eine Theorie, die er das "kognitiv-theoretische Modell des Universums" (Cognitive-Theoretic Model of the Universe, CTMU) nennt, die seiner Meinung nach als metaphysische Weltformel, die bestehende Realität vollständig erklären kann. Langan behauptet, mit der CTMU die Existenz von Gott, der Seele und eines Lebens nach dem Tod mathematisch beweisen zu können. Dennoch gehört Langan keiner Konfession an und erklärt, dass er es sich nicht leisten kann, dass die logische Herangehensweise durch religiöse Dogmen beeinträchtigt wird.

## Ansichten
Langan vertritt verschiedene Verschwörungstheorien, einschließlich Verschwörungstheorien zum 11. September 2001 (Langan hat behauptet, dass die Regierung von George W. Bush die Anschläge vom 11. September inszeniert hat, um die Öffentlichkeit davon abzulenken, etwas über seine CTMU zu erfahren) und der Verschwörungstheorie des großen Austauschs. Er lehnt Liebesbeziehungen zwischen verschiedenen ethnischen Gruppen ab und behauptete, dass verschiedene Ethnien unterschiedlich intelligent seien. Er vertrat auch Verschwörungstheorien über "internationale Bänker" und "globale Eliten", welche als antisemitisch bezeichnet wurden und ihm Anhänger im rechtskonservativen und rechtsextremen Spektrum einbrachten.

## Werke
- 2002: The Cognitive-Theoretic Model of the Universe: A New Kind of Reality Theory, Mega Foundation Press, ISBN 978-0971916227
- 2019: Introduction to Quantum Metamechanics (QMM), Mega Foundation Press, ISBN 978-0971916210
- 2020: FAQs About Reality: Chris Langan's Social Media Posts, Book 1: Quora, Mega Foundation Press
- 2021: The Art of Knowing: Expositions on Free Will and Select Essay, Mega Foundation Press, ISBN 978-0971916241
- 2022: Chris Langan's Major Papers 1989 - 2020, Mega Foundation Press, ISBN 978-0971916258
- 2022: The Reality Self-Simulation Principle: Reality is a Self-Simulation, Mega Foundation Press, ISBN 978-0971916210